# گرمادرمانی مایکروویو از راه مجرای ادرار
گرمادرمانی مایکروویو از طریق مجرای ادرار (به انگلیسی: Transurethral microwave thermotherapy) و به (مخفف انگلیسی: TUMT) یکی از عملیات‌های اورولوژی راه‌های مؤثر و ایمن مورد استفاده در درمان هایپرپلازی خوش‌خیم پروستات (BPH) است. گرمادرمانی مایکروویو از طریق مجرای ادرار یک بار درمان مؤثر برای هایپرپلازی خوش‌خیم پروستات را فراهم می‌کند. این یک درمان جایگزین برای داروهایی مانند  آنتاگونیست‌های آلفا، TURP، TUNA و برداشتن پروستات یا پروستاتکتومی است.

## فرایند
گرمادرمانی مایکروویو از طریق مجرای ادرار درمان غیر جراحی است که می‌تواند تحت بی‌حسی موضعی به صورت سرپایی انجام شود. درمان شامل قرار دادن یک مایکروویو سوند ادراری ویژه به مجرای ادرار و در محل پروستات بزرگ شده است. آنتن مایکروویو در داخل کاتتر قرار می‌گیرد و سپس مایکروویو برای گرم کردن و نابود کردن بافت پروستات به اطراف اشعه منتشر می‌کند.
این روش می‌تواند از ۳۰ دقیقه تا یک ساعت طول بکشد و به خوبی توسط بیماران تحمل می‌شود. پس از عمل، بافت پروستات متورم و تحریک خواهد شد. اورولوژیست اغلب با قرار دادن یک کاتتر فولی از احتباس ادراری بیمار جلوگیری می‌کند. پس از ۳ تا ۵ روز فولی را می‌توان با استنت پروستات به طور موقت جایگزین کرد که برای بهبود دفع ادرار بدون تشدید علایم التهاب است.

## خطرات
خطرات اصلی ترموگرافی مایکروویو از طریق مجرای ادرار (TUMT) عبارتند از:
1. احتباس ادرار
2. عفونت
3. درد ناحیهٔ ادراری-تناسلی.

مدارک و شواهد نشان داده است که عملیات گرمادرمانی مایکروویو از راه مجرای ادرار بیش‌از عملیات تراشیدن پروستات از راه مجرای ادرار توسط بیماران مورد استقبال قرار گرفته است.

## دورهنقاهت
خوشبختانه دوره نقاهت بعد از درمان نسبتا سریع است، و طبق آمار و میانگین زمان بهبود کمتر از ۵ روز استراحت در خانه است. با این حال گرمادرمانی مایکروویو از راه مجرای ادرار می‌تواند به احتباس ادراری منجر شود.